# Huck and Tom
Huck and Tom é um filme de comédia dramática produzido nos Estados Unidos, dirigido por William Desmond Taylor e lançado em 1918. O roteiro de Julia Crawford Ivers é baseado nos romances de Mark Twain, The Adventures of Tom Sawyer (1876) e As Aventuras de Huckleberry Finn (1884). Robert Gordon e Jack Pickford reprisam os papéis principais da versão de 1917 de Tom Sawyer, uma adaptação bem-sucedida que também foi dirigida por Taylor.

## Sinopse
Tom Sawyer e Huckleberry Finn, dois garotos aventureiros, presenciam um homicídio perpetrado pelo implacável criminoso mestiço apelidado de "Injun Joe". Eles juram guardar segredo sobre o que viram, mas se veem em um dilema entre manter a lealdade à amizade ou ao juramento, quando um inocente é acusado pelo crime. Eles também se envolvem em uma busca pelo mapa do tesouro que Injun Joe possui, para provar a inocência de Muff Potter, o acusado, sem violar o juramento.

## Recepção
O filme não teve uma recepção calorosa na crítica especializada quando foi lançado. A revista Variety o qualificou como "aceitável" e a revista Photoplay o criticou como "pouco cativante, sendo uma combinação improvável de fantasia infantil e melodrama de Brady". Como muitos filmes estadunidenses daquele período, Huck and Tom sofreu cortes por parte de órgãos de censura estaduais e municipais. Por exemplo, o Conselho de Censores de Chicago determinou cortes, no Reel 1, da cena em que um homem é esfaqueado pelas costas, do saque ao homem morto, no Reel 2, de um plano da facada no homem e, no Reel 4, de duas cenas em que Injun Joe arromba uma janela.

## Estado de preservação
O filme é preservado nos Arquivos do Filme do CNC, em Bois d'Arcy.